# Kuss (Liturgie)
Der Kuss als Gebärde der Ehrfurcht und Verbundenheit ist seit dem frühen Christentum ein Ritus in der christlichen Liturgie und Frömmigkeit. Verwendung findet er unter anderem in der heiligen Messe als Altarkuss, als Kuss des Evangelienbuchs und als Friedensgestus.

## Altarkuss

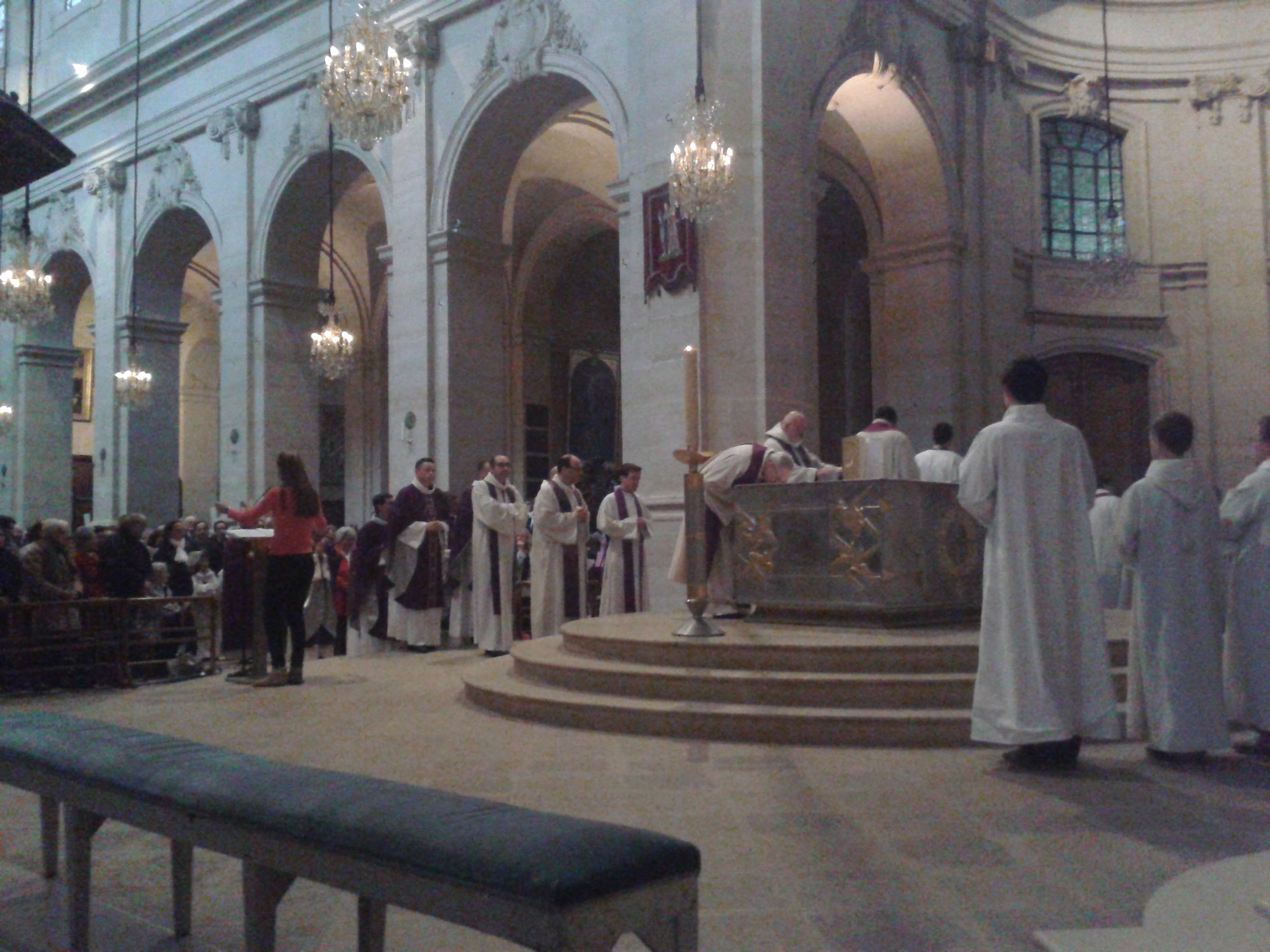
Altarkuss zu Beginn einer Konzelebration in der Kathedrale von Versailles

Zu Beginn der heiligen Messe begrüßen und verehren der Zelebrant, gegebenenfalls auch die Konzelebranten und Diakone, den Altar, indem sie sich verneigen und die Altarplatte mit den Lippen berühren. Am Ende des Gottesdienstes erfolgt in gleicher Weise ein Altarkuss als Abschiedsgeste. Die Verehrung wurde früh auf Christus bezogen, der durch den Altar symbolisiert wird (1 Petr 2,4–8 ). Seit dem Mittelalter galt die Verehrung auch den Reliquien, die in der Altarplatte eingemauert waren. Das im 12. Jahrhundert entstandene Begleitgebet zum Altarkuss Oramus te, Domine, das der Priester seit 1570 im Römischen Ritus beim Altarkuss sprach, brachte dies zum Ausdruck: „Herr, wir bitten Dich: Durch die Verdienste Deiner Heiligen, deren Reliquien hier ruhen, sowie aller Heiligen, verzeih mir gnädig alle Sünden. Amen.“
Der Brauch des Altarkusses zu Beginn und zum Ende der heiligen Messe geht auf die Alte Kirche zurück. Bereits in der Antike küsste man die Schwelle des Tempels beim Betreten, ebenso Götterbilder und den Altar. Ab dem 13. Jahrhundert nahm die Zahl der Altarküsse in der heiligen Messe zu. Der Priester küsste jedes Mal den Altar, bevor er sich mit einer Akklamation (Dominus vobiscum, Orate fratres) der Gemeinde zuwandte, ferner im eucharistischen Hochgebet bei den Gebeten Te igitur und Supplices.
Seit der Liturgiereform des Zweiten Vatikanischen Konzils wird die Zahl der Altarküsse wieder auf den Kuss zu Beginn der heiligen Messe und fakultativ zu deren Ende beschränkt, das Begleitgebet ist weggefallen. Wenn der Altarkuss nicht der „Tradition beziehungsweise dem Empfinden eines Landes“ entspricht, kann die zuständige Bischofskonferenz ein anderes Zeichen festlegen. In Japan ist beispielsweise das Berühren des Altars mit der Stirn bekannt.

## Friedenskuss (Amplexus)

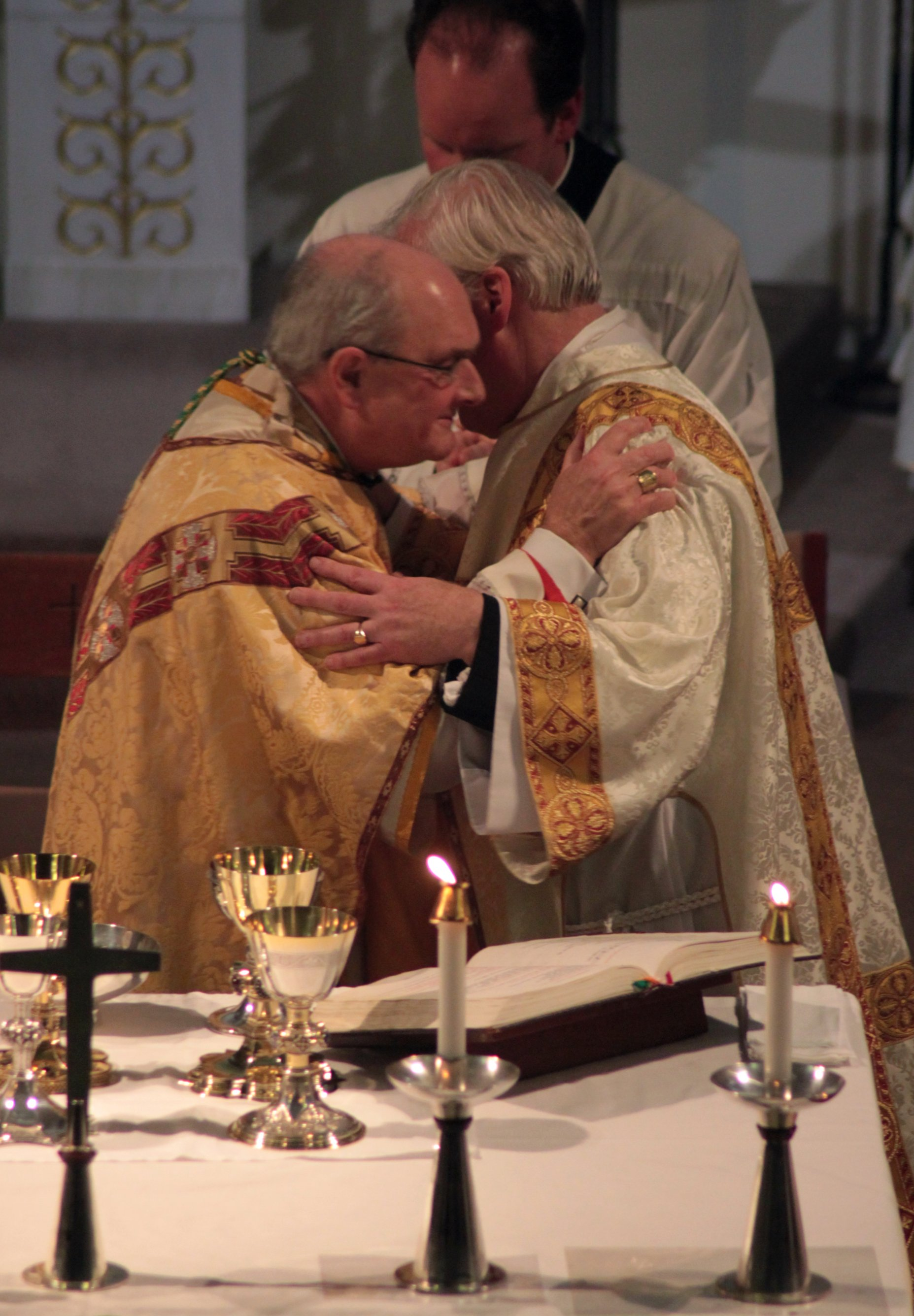
Friedenskuss zwischen Bischof und Diakon in einem Pontifikalamt

Paxtafel mit Kreuzigungsszene (Anfang des 16. Jahrhunderts)

Ein heiliger Kuss oder Friedenskuss als Zeichen der geschwisterlichen Verbundenheit aller am Gottesdienst Teilnehmenden war offenbar schon in apostolischer Zeit beim Herrenmahl üblich (vgl. Röm 16,16 , 1 Kor 16,20 , 2 Kor 13,12 , 1 Petr 5,14 ); die christliche Gemeinde übernahm das Zeichen aus der jüdisch-hellenistischen Umwelt.
Der Austausch des Friedenskusses in der heiligen Messe (lateinisch amplexus ‚Umschlingen, Umfassen, Umarmung‘) erfolgte im Lauf der Entwicklung an unterschiedlicher Stelle: zu Beginn der heiligen Messe in Verbindung mit dem Altarkuss, nach dem Ende des Wortgottesdienstes oder vor der Kommunion. In der gallisch-fränkischen Liturgie des Rheinischen Messordos um das Jahr 1000 erfolgte er zu Beginn und vor der Kommunion. Der Friedenskuss wurde bald auf die Kleriker untereinander beschränkt und zur Umarmung stilisiert: sinistris genis sibi invicem appropinquantibus („indem sie sich mit den linken Wangen einander annäherten“). In der byzantinischen Liturgie wird der Friedensgruß zwischen Priester und Diakon nur durch eine Verneigung angedeutet, oder es werden einander Finger oder Hände geküsst.
Zur Weitergabe des Friedensgrußes an die Gemeinde küsste der Priester zunächst den Altar und dann eine Paxtafel (pacificale, instrumentum pacis, paxillum, pacem, von lat. pax ‚Frieden‘, für ‚Friedenstafel‘), die an die Gläubigen – nach Geschlechtern getrennt – zum Kuss weitergereicht wurde. Solche Kusstäfelchen oder „Oskulatorien“ (von lat. osculari ‚küssen‘) aus Elfenbein, Holz oder Metall waren mit einem Kreuz oder religiösen Symbolen geschmückt und konnten auch eine Reliquie enthalten; sie hatten an der Rückseite eine Haltevorrichtung. Sie wurden seit dem 13. Jahrhundert in England üblich, sind ab dem 15. Jahrhundert auch in Rom und im deutschen Sprachgebiet nachweisbar und blieben bis ins 18. Jahrhundert in Gebrauch, wenn auch zuletzt als Ehrenvorrecht für Personen höheren Standes oder bei besonderen festlichen Anlässen. „Der Friedenskuss geht also vom Altar aus und wird wie eine Botschaft, ja wie eine Gabe, die aus dem Allerheiligsten kommt, […] weitergegeben.“
Die Form des Friedenszeichens wird nach der Liturgiereform des Zweiten Vatikanischen Konzils durch die regionalen Bischofskonferenzen „entsprechend der Eigenart und den Bräuchen der Völker“ bestimmt. Der Priester oder der Diakon laden zum Friedensgruß ein mit den Worten: „Gebt einander ein Zeichen des Friedens und der Versöhnung.“ In Mitteleuropa ist Händeschütteln üblich, bei Klerikern und Ordensleuten weiterhin die rituelle Umarmung. Infolge der Corona-Pandemie hat sich anstelle des Handschlags ein freundliches Zunicken, Verneigen oder Zuwinken etabliert. Auch bei der Inthronisation eines Bischofs geben sich die anwesenden Bischöfe gegenseitig den Friedenskuss, bei pontifikalen Handlungen wie der Jungfrauenweihe oder der Dedikation eines Abtes gibt der Bischof der oder dem Neugeweihten den Friedenskuss, bei einer Profess geben ihn alle Mitglieder des Konvents dem Professen als Zeichen seiner endgültigen Eingliederung in die Ordensgemeinschaft.
Papst Franziskus pflegte bei der Fußwaschung im Gottesdienst am Gründonnerstag als ein Zeichen der Nächstenliebe den Gläubigen die Füße nicht nur zu waschen, sondern sie auch zu küssen.

## Der Kuss als Verehrung von Evangelienbuch, Kreuz und Ikonen

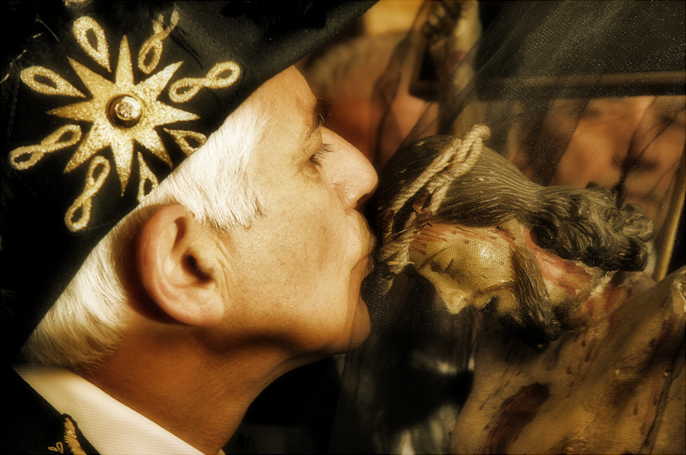
Kuss des Kruzifixes bei einer Prozession

Der Kuss des Evangeliars oder Lektionars, des Buches, in dem das in der heiligen Messe verkündete Wort Gottes aufgezeichnet ist, kam durch fränkischen Einfluss im frühen Mittelalter in den Römischen Ritus. Der Zelebrant küsste es zu Beginn der heiligen Messe in Verbindung mit dem Altarkuss. Der Kuss des Evangelienbuchs durch den verlesenden Priester oder Diakon nach dem Vortrag des Evangeliums ist bis heute Teil der römisch-katholischen Liturgie, kann aber gegebenenfalls auch durch ein anderes Zeichen ersetzt werden.  Der Ritus gilt nicht dem Buch selbst, sondern Christus, der im Moment der Verkündigung des Evangeliums als gegenwärtig geglaubt wird.
Der Kuss des Kruzifixes gehört zur Feier vom Leiden und Sterben Christi am Karfreitag. Nach der Enthüllung des Kreuzes treten alle hinzu und können das Kreuz durch Niederknien und den Kuss verehren. Seit dem Hochmittelalter küsste der Priester zu Beginn der heiligen Messe neben dem Altar und dem Evangelistar auch das Altarkreuz; am Ausgang des Mittelalters trat an die Stelle am Beginn des Canon Missae der Kuss des Kreuzigungsbildes, das im Missale in Ausschmückung des ersten Wortes des Kanons, Te igitur, üblich geworden war. Das regional bisweilen übliche Küssen des Kreuzes zu Beginn des Rosenkranzgebetes gehört in den Bereich der Volksfrömmigkeit. Das Sterbekreuz konnte dem Sterbenden zum Kuss gereicht werden.
In der orthodoxen Liturgie verehren die Gläubigen beim Betreten der Kirche die dort auf Ikonenpulten liegenden Ikonen durch einen Kuss. Am Ende der Liturgie, nach dem Schlusssegen, reicht ihnen der Priester das Altarkreuz zum Kuss, ebenfalls am Ende der Myronsalbung nach der Taufe. Das Küssen von Kreuz und Evangelienbuch ist ferner Element in manchen orthodoxen Bußgottesdiensten, von Ikonen beispielsweise beim Akathistos. Bei der kirchlichen Trauung küssen Braut und Bräutigam vor der rituellen Krönung eine kleine Ikone.

## Ringkuss, Kuss von Reliquien und Gegenständen
Der Kuss des Bischofsrings beim Handkuss gehört zu den heute noch möglichen, aber nicht mehr gebotenen protokollarischen Höflichkeitsformen gegenüber einem Bischof. Er bringt Verehrung und Gehorsam zum Ausdruck.
Beim Anlegen der Paramente vor der heiligen Messen küssen der Priester und der Diakon als Zeichen ihrer bewussten Vorbereitung auf den Gottesdienst die Stola, bevor sie sich umlegen. Dieser Ritus ist seit der Liturgiereform des Zweiten Vatikanischen Konzils nicht mehr verpflichtend.
Im Mittelalter gab es den Brauch, dass Gläubige bei der Gabenbereitung der heiligen Messe Gaben zum Altar brachten und den Manipel oder die Stola des Priesters küssten, der dabei ein Segenswort sprach. Dies wurde im Missale Pius’ 1570 fallen gelassen. Regional blieben vergleichbare Formen beim Opfergang der Gläubigen bestehen, wie etwa der Kuss der Hand des Priesters, des Korporales oder der Patene. Das Küssen von Gegenständen und der Hand in der heiligen Messe wurde in Folge des Zweiten Vatikanischen Konzils abgeschafft, das für die Riten „den Glanz edler Einfachheit“ forderte. (Konstitution Sacrosanctum Concilium Nr. 34)
Der Kuss von Reliquien in einem Reliquiar als Zeichen der Heiligenverehrung ist eine verbreitete Frömmigkeitsform, ebenfalls der Kuss von Andachtsbildern, Marienstatuen, Medaillen und anderen Devotionalien.